# Утакмице фудбалске репрезентације Мађарске 1970.
| Домаћин | Гост |

Фудбалска репрезентација Мађарске је током 1970. године одиграла седам званичних утакмица. У оквиру квалификација за Европско првенство 1972. година одиграна је само једна квалификациона утакмица и то против Норвешке. Осталих шест одиграних утакмица је било пријатељског карактера. Нови савезни селектор репрезентације, Јожеф Хофер, предводио је мађарски тим у 10 утакмица, а за то време репрезентација је представила 15 нових играча, међу којима су Видатс, Фејеш, Каршаи, Пустаи, Ротермел, Међеши и Милер.
Утакмица против Немачке у септембру била је опроштај Увеа Зелера од репрезентације Западне Немачке. У наредном мечу против Аустрије, Јожеф Хофер је искористио прилику обе измене у паузи, четири минута после замене касније, 62-струки репрезентативац Јанош Гереч покидао је лигамент колена и то је значило крај његовог учешћа у националном тиму.
Савезни селектор националног тима у овом периоду је био:
- Јожеф Хофер

## Утакмице
| Југославија                    | 2 : 2 (1 : 1) | Мађарска               |
| ------------------------------ | ------------- | ---------------------- |
| Панчич 32’ (аг) · Грачанин 48’ | Извештај      | 17’ Фазекаш · 74’ Бене |

| Мађарска                 | 2 : 0 (0 : 0) | Пољска |
| ------------------------ | ------------- | ------ |
| Фазекаш 59’ · Каршаи 80’ | Извештај      |        |

| Мађарска    | 1 : 2 (1 : 0) | Шведска                    |
| ----------- | ------------- | -------------------------- |
| Фазекаш 19’ | Извештај      | 59’ Персон · 83’ Ејдерстед |

| Западна Немачка           | 3 : 1 (2 : 1) | Мађарска    |
| ------------------------- | ------------- | ----------- |
| Зилоф 12’ · Милер 21’ 52’ | Извештај      | 31’ Фазекаш |

| Мађарска   | 1 : 1 (1 : 1) | Аустрија |
| ---------- | ------------- | -------- |
| Видатш 13’ | Извештај      | 27’ Редл |

| Норвешка     | 1 : 3 (0 : 2) | Мађарска                             |
| ------------ | ------------- | ------------------------------------ |
| Ајверсон 50’ | Извештај      | 6’ Бене · 23’ Нађ · 69’ (аг) Карлсен |

| Швајцарска | 0 : 1 (0 : 0) | Мађарска   |
| ---------- | ------------- | ---------- |
|            | Извештај      | 6’ Фазекаш |

## Голгетери у 1970.
| - Ференц Бене |

## Извори и спољашње везе
- Dénes Tamás-Rochy Zoltán. A 700. után. Rochy és Társa. ISBN 963-04-7169-8.
- Rejtő László – Lukács László – Szepesi György: Felejthetetlen 90 percek. Budapest: Sportkiadó. 1977.  963-253-501-4
- Све утакмице репрезентације Мађарске
- Репрезентација Мађарске на фудбалској бази података
- Утакмице репрезентације Мађарске (1970)